# Бородинки
Бородинки — деревня в Сосковском районе Орловской области России.
Входит в состав Кировского сельского поселения.

## География
Расположена на правом берегу реки Кримега, юго-восточнее деревни Ефимовка и северо-западнее деревни Волчьи Ямы. Восточнее Бородинок проходит автомобильная дорога.

## История
В XIX веке Бородинки были владельческой деревней. В 1866 году здесь было 37 дворов, проживали 426 человек (215 мужского пола и 211 женского), действовали 2 маслобойни.
По состоянию на 1927 год принадлежала к Ефимовскому сельскому совету Лубянской волости Дмитровского уезда, её население составляло 530 человек (222 мужчины и 308 женщин) при 100 хозяйствах. Действовала школа 1-й ступени и пункт ликвидации неграмотности.
В 1944 году в деревне работали колхозы имени Молотова и имени Ворошилова. В ноябре 1963 года к Бородинкам был присоединен поселок Красноярцево.

## Население
| 2010 |
| ---- |
| 12   |